# この分野でもっとも有名な画家による魔術的芸術の希少な集大成

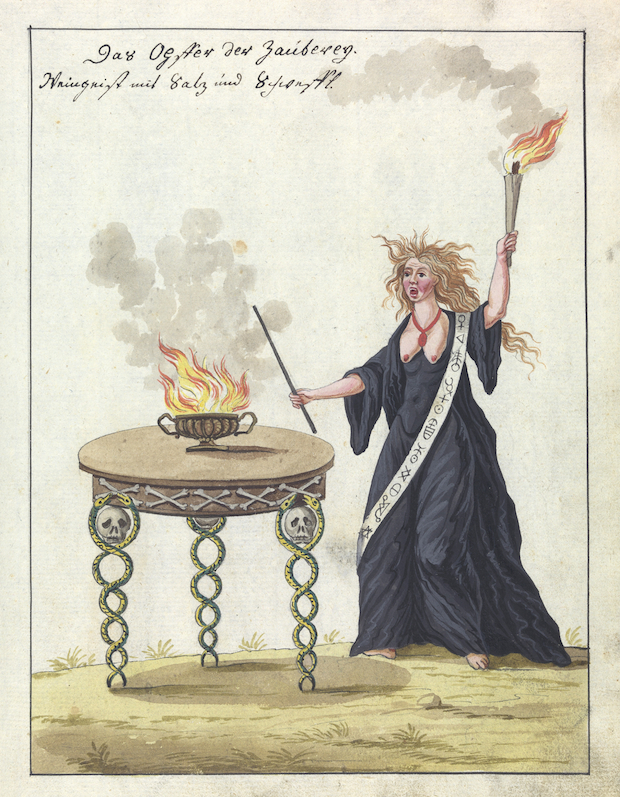
イラストレーションの一部

『この分野でもっとも有名な画家による魔術的芸術の希少な集大成』（このぶんやでもっともゆうめいながかによるまじゅつてきげいじゅつのきしょうなしゅうたいせい、Compendium rarissimum totius Artis Magicae sistematisatae per celeberrimos Artis hujus Magistros）は、1775年に不詳のドイツ人よって制作されたイラストレーション集。ロンドンのウェルカム図書館に所蔵されている。表紙には「ノリ・メ・タンゲレ」と記されており、当時の先進的な印刷技術を用いてビビッドな彩色でグロテスクな悪魔の姿が描かれている。『術士アブラメリンの聖なる魔術の書』の影響を受けている。